# Ariolimax
Ariolimax — род наземных брюхоногих моллюсков, включающий в себя три вида: Ariolimax californicus, Ariolimax columbianus и Ariolimax dolichophallus. Слизни этого рода являются самыми крупными представителями из всех североамериканских слизней. Род обитает на территории Северной Америки. Скорость передвижения составляет 17 см в минуту. Продолжительность жизни 1—7 лет. Из-за склонности к высыханию, ведут обычно ночной образ жизни, днём можно встретить в прохладные влажные дни. Откладывают до 75 полупрозрачных яиц.

## Описание
Ariolimax обычно имеют ярко-жёлтую окраску, реже встречаются зелёные, коричневые и белые особи. Встречаются также особи с чёрными пятнами, они относятся к виду Ariolimax columbianus. По размерам эти слизни на втором месте (в длину достигают 25 см) после европейского вида Limax cinereoniger, которые достигают 30 см длины. Имеет две пары щупалец: большая верхняя пара несёт зрительную функцию, а нижняя — обонятельную. В случае потери щупальца, на его месте вырастает новое. Имеют одно лёгкое, воздух попадает через пневмостом.    Банановые слизни обитают в лесной  подстилке и поедают листья, помет животных, мох, мертвый растительный материал и перерабатывают всё это в гумус — питательное вещество, которое придает верхним слоям почвы черный цвет.

## Систематика
Типовой род своего семейства — Ariolimacidae (иногда этот род относят к семейству Arionidae).

### Виды
В составе рода:
- вид: Ariolimax californicus J. G. Cooper, 1872
- вид: Ariolimax columbianus (Gould, 1851)
- вид: Ariolimax dolichophallus Mead, 1943